# カム・ダンシング・ウィズ・ザ・キンクス
『カム・ダンシング・ウィズ・ザ・キンクス』（Come Dancing with The Kinks: The Best of 1977-1986）は、1986年にリリースされたキンクスのコンピレーション・アルバム。
このアルバムを最後にキンクスはアリスタ・レコードを離れる。そのための契約上の枚数合わせのアルバムである。このアルバムが発売された時期にRCAコロムビア・ピクチャーから同タイトルで映像版が発売される。

## 収録曲
特筆無い限りレイ・デイヴィス作詞作曲。
【オリジナル・レコード版】
サイドA
1. "You Really Got Me (Live)" – 3:40
2. "Destroyer" – 3:47
3. "(Wish I Could Fly Like) Superman (Extended Version)" – 3:36
4. "Juke Box Music" - 5:32
5. "A Rock 'n' Roll Fantasy" – 5:01

サイドB
1. "Come Dancing" – 3:54
2. "Sleepwalker" – 4:04
3. "Catch Me Now I'm Falling" – 4:02
4. "Do It Again" – 4:11
5. "Better Things" – 2:59

サイドC
1. "Lola (Live)" – 4:47
2. "Low Budget" – 3:46
3. "Long Distance"
4. "Heart Of Gold"
5. "Don't Forget to Dance" – 4:34

サイドD
1. "Misfits" – 4:42
2. "Living On a Thin Line – 4:16
3. "Father Christmas" – 3:42
4. "Celluloid Heroes (Live)"

【CDヴァージョン】
1. カム・ダンシング - "Come Dancing" 3:56
2. ロウ・バジェット - "Low Budget" 3:49
3. 救いの手 - "Catch Me Now I'm Falling" 5:59
4. ア・ガロン・オヴ・ガス - "A Gallon of Gas" 3:50
5. スーパーマン - "(Wish I Could Fly Like) Superman" 6:00
6. スリープウォーカー - "Sleepwalker" 4:04
7. フル・ムーン - "Full Moon" 3:52
8. ミスフィッツ - "Misfits" 4:42
9. ロックン・ロール・ファンタジー - "A Rock 'n' Roll Fantasy" 5:01
10. ドゥ・イット・アゲイン - "Do It Again" 4:11
11. ベター・シングス - "Better Things" 2:59
12. ローラ - "Lola (Live)" 4:47
13. ユー・リアリー・ガット・ミー - "You Really Got Me (Live)" 3:40
14. グッド・デイ - "Good Day" 4:35
15. リヴィング・オン・ア・シン・ライン - "Living On a Thin Line" 4:16
16. デストロイヤー - "Destroyer" 3:47
17. 思いでのダンス - "Don't Forget to Dance" 4:39
18. ファーザー・クリスマス - "Father Christmas" 3:42